# Clio-online
Clio-online, nach der Muse der Geschichtsschreibung in der griechischen Mythologie benannt, wurde als Virtuelle Fachbibliothek für die Geschichtswissenschaften gegründet und als solche von 2002 bis 2007 von der Deutschen Forschungsgemeinschaft (DFG) gefördert. Im Rahmen des Projekts wurden die Clio-online Tagungen .hist2003, .hist2006 und .hist2011 durchgeführt, die Themen im Bereich Geschichte und neue Medien beziehungsweise Internet behandeln.
Seit Ende 2007 liegt die Trägerschaft der Angebote beim Verein „Clio-online – Historisches Fachinformationssystem e. V.“, der als Diensteanbieter im Sinne des § 55 RStV für eine Reihe weiterer historischer Portale und Fachinformationsangebote verantwortlich ist, wie z. B. Zeitgeschichte-online, Docupedia-Zeitgeschichte, H-Soz-Kult oder ArtHist.net.
Das Portal bietet Verzeichnisse und Datenbanken zu Wissenschaftlern sowie Online-Ressourcen und Institutionen im Bereich der historischen Forschung. Darüber hinaus werden regelmäßig Einführungen zu epochalen, regionalen und thematische Forschungsschwerpunkten und deren Online-Angebote veröffentlicht (Clio Guide). Über den Personalisierungsdienst MEIN CLIO lassen sich Angebote der verschiedenen Portal- und Fachinformationsangebote konfigurieren.